# Išma-ia
Išma-ia war ein Gelehrter und Mathematiker in der Mitte des 3. Jahrtausends v. Chr. Er stammte ursprünglich aus Kiš in Südmesopotamien, wirkte jedoch in der Schreiberschule von Ebla. In den dortigen Tontafelarchiven wurde auch eine seiner mathematischen Aufgaben gefunden.